# Tang Liqiong
Tang Liqiong – chińska zapaśniczka w stylu wolnym. Zdobyła brązowy medal na mistrzostwach Azji w 2001 roku.